# 黒木御所
黒木御所（くろきのごしょ）とは、黒木（皮を削っていない木材）を用いて建てられた天皇の御所のこと。多くは戦時や政変時の行宮である。

## 概要
自然状態あるいはそれに近い状態を“黒”と表現する場合がある（例:黒山）。「黒木」とは、「白木」や「赤木」のような製材過程を経た木材と違って皮を未だに付けたままのより自然状態に近い形態にある木材を指した。支配者である天皇の御所が黒木であるということは、その粗末さを印象付けることになった。
『十訓抄』によれば、天智天皇が九州筑前国上座郡朝倉に「黒木の屋」を作った（「朝倉宮」）と伝えている。
また、承久の乱により佐渡島に流された順徳上皇は、現在の佐渡市に造成された黒木御所に崩御までの約22年間暮らした記録が残る。
さらに『太平記』には、元弘の変によって隠岐に流された後醍醐天皇のために佐々木宗清が用意したのが黒木御所であり、ここを皇居としたと伝える。
南朝の黒木御所跡が現在の奈良県天川村の天河大弁財天社の境内付近にある。また、後においては尼御所の異名としても用いられた（『御湯殿上日記』）。